# Eoleptestheria spinosa
Eoleptestheria spinosa é uma espécie de crustáceo da família Leptestheriidae. 
Pode ser encontrada nos seguintes países: Croácia e Sérvia e Montenegro. 